# Johansfors
För orten i Halmstads kommun, se Johansfors, Halmstads kommun.
Johansfors är en tätort  i Emmaboda kommun i Kalmar län.
Samhället byggdes upp runt glasbruket med samma namn. Det finns även ett sågverk som tillhör Bergs Timber och en plastindustri. 
Postortens namn är Broakulla.

## Befolkningsutveckling
| Befolkningsutvecklingen i Johansfors 1960–2020 | Befolkningsutvecklingen i Johansfors 1960–2020 | Befolkningsutvecklingen i Johansfors 1960–2020 | Befolkningsutvecklingen i Johansfors 1960–2020 | Befolkningsutvecklingen i Johansfors 1960–2020 |
| ---------------------------------------------- | ---------------------------------------------- | ---------------------------------------------- | ---------------------------------------------- | ---------------------------------------------- |
|                                                |                                                |                                                |                                                |                                                |
| År                                             |                                                |                                                | Folkmängd                                      | Areal (ha)                                     |
| 1960                                           | 1960                                           |                                                | 568                                            |                                                |
| 1965                                           | 1965                                           |                                                | 567                                            |                                                |
| 1970                                           | 1970                                           |                                                | 627                                            |                                                |
| 1975                                           | 1975                                           |                                                | 612                                            |                                                |
| 1980                                           | 1980                                           |                                                | 578                                            |                                                |
| 1990                                           | 1990                                           |                                                | 525                                            | 99                                             |
| 1995                                           | 1995                                           |                                                | 510                                            | 100                                            |
| 2000                                           | 2000                                           |                                                | 486                                            | 110                                            |
| 2005                                           | 2005                                           |                                                | 458                                            | 110                                            |
| 2010                                           | 2010                                           |                                                | 409                                            | 114                                            |
| 2015                                           | 2015                                           |                                                | 412                                            | 139                                            |
| 2020                                           | 2020                                           |                                                | 415                                            | 152                                            |
|                                                |                                                |                                                |                                                |                                                |

## Personer från orten
Fotbollsspelarna, tillika bröderna, David, Viktor och Rasmus Elm kommer från Johansfors.